# Agencia Nacional de Inteligencia de Chile
La Agencia Nacional de Inteligencia (ANI) es un servicio de inteligencia del Estado de Chile. Fue creada en 2004, de acuerdo a lo establecido en la Ley N° 19.974 de 2 de octubre de aquel año, que para todo efecto es la continuadora legal de la Dirección de Seguridad Pública e Informaciones (DISPI), el primer servicio de inteligencia civil en la historia de Chile.

## Historia
La ANI se estructura como un servicio público centralizado, de carácter técnico y especializado, que está sometido a la dependencia del Presidente de la República a través del Ministerio del Interior. Expresamente, se estableció como un organismo sin carácter operativo. Se trata del primer servicio de inteligencia compuesto íntegramente por civiles en la historia del país. Cuenta con una dotación de alrededor de 125 personas.[cita requerida]
La creación de la ANI y la estructuración del Sistema de Inteligencia de Estado se justifican a partir de premisas y principios claramente establecidos, y es el resultado de la seriedad y visión suprapartidiaria que predomina en la discusión, análisis y reflexión sobre servicios de inteligencia estatales.
Su primer director fue Gustavo Villalobos Sepúlveda, último director de la DISPI entre 2004 y 2010. 
En el año 2010 bajo el gobierno del presidente Sebastián Piñera, fue nombrado el exfiscal adjunto de Quillota, Gonzalo Yuseff Quirós, como Director de la Agencia.
En marzo de 2014, la presidenta Michelle Bachelet, nombra a Gustavo Villalobos Sepúlveda como Director de la Agencia.
El 16 de abril de 2018, el presidente Sebastián Piñera Echenique, nombra al abogado Luis Antonio Masferrer Farías como nuevo Director de la Agencia.
El 15 de noviembre de 2019, tras duras críticas por no haber anticipado el Estallido Social, el abogado Luis Antonio Masferrer Farías pone su cargo a disposición del Presidente Sebastián Piñera, el cual acepta su renuncia y nombra a Gustavo Jordán Astaburuaga como el nuevo Director de la Agencia.

#### Antecedentes
Luego de la transición a la democracia en Chile y ante la falta de un organismo de inteligencia civil (tras la disolución de la CNI), y en presencia de un rebrote revolucionario de guerrillas urbanas como el MAPU-Lautaro, el Movimiento de Izquierda Revolucionaria (MIR) y el Frente Patriótico Manuel Rodríguez (FPMR) que tuvo como consecuencia el asesinato de un senador de oposición y el secuestro de un empresario, el gobierno del Presidente Patricio Aylwin Azócar creó el Consejo Coordinador de Seguridad Pública (CCSP), mediante el decreto N° 363 del Ministerio del Interior del 26 de abril de 1991. Este primer organismo, dependiente del Presidente de la República a través del Ministerio del Interior, tenía la tarea de prestar asesoría y proponer medidas relativas a la planificación estratégica y coordinación de las políticas de seguridad pública vinculadas al ámbito terrorista, que realizan en el campo de sus respectivas competencias institucionales, Carabineros de Chile y la Policía de Investigaciones de Chile (PDI).
El CCSP fue disuelto y reemplazado por la Dirección de Seguridad Pública e Informaciones (DISPI), organismo civil de inteligencia estratégica creado mediante la ley N° 19.212 del 30 de abril de 1993. La DISPI se estableció como un servicio público centralizado de carácter directivo, técnico y especializado, dependiente del Ministerio del Interior.
Las funciones de la DISPI consistían en recabar y procesar antecedentes e información necesarios para producir inteligencia; relacionarse con los organismos de inteligencia de las Fuerzas Armadas, para recabar información referente al orden público y a la seguridad pública interior que aquellos poseyeran; coordinar el intercambio entre los distintos organismos públicos que la recogen y disponen de ella; proponer políticas y planes que pueda desarrollar el Estado en materia de orden público y de seguridad pública interior, y desarrollar y mantener un banco de datos centralizado, en asuntos propios del ámbito de su competencia.
Asimismo, la ley de la DISPI estableció un Comité Consultivo de Inteligencia, compuesto por el Ministerio del Interior; el Subsecretario del Interior; un Subsecretario del Ministerio de Defensa Nacional; el Subsecretario de Relaciones Exteriores; el director de la DISPI; el Subjefe del Estado Mayor de la Defensa Nacional; los Jefes de Inteligencia de las Fuerzas Armadas y los Jefes de Inteligencia de las Policías.
El año 2004 se da un salto cualitativo en materia de regulación de servicios de inteligencia con la promulgación de la ley 19.974 que crea la Agencia Nacional de Inteligencia (ANI) y se estructura el Sistema de Inteligencia del Estado, entidades que reemplazan a la Dirección de Seguridad Pública e Informaciones (DISPI), establecida por la ley 19.212 de 1993. El cambio puede apreciarse tanto en el debate legislativo para la elaboración del proyecto de la ley ANI, como en su resultado, es decir, el texto legal que aborda temas de inteligencia hasta ese momento no tratados, mas no por ello inexistentes, por ejemplo, la regulación dada a las actividades, estructuras y funcionarios de los organismos de la administración pública que participan en las diversas etapas de la producción de inteligencia estratégica nacional.
La ANI es la continuadora legal de la Dirección de Seguridad Pública (DISPI) creada en 1993, después del asesinato del senador Jaime Guzmán Errázuriz por parte del frente Patriótico Manuel Rodríguez (FPMR) durante el Gobierno de Patricio Aylwin.

## Funciones
Las funciones de la ANI son recolectar y procesar información de todos los ámbitos del nivel nacional e internacional y producir inteligencia de acuerdo con los requerimientos del Presidente de la República; elaborar informes de inteligencia, de carácter secreto, para la Jefatura de Estado y a los organismos que esta determine; proponer normas y procedimientos de protección de los sistemas de información crítica del estado; requerir de los organismos de inteligencia militares y policiales información que sea de competencia de la ANI; requerir de los servicios de la Administración del Estado los antecedentes e informes que estime necesarios para el cumplimiento de sus objetivos y disponer la aplicación de medidas para detectar, neutralizar y contrarrestar las acciones de grupos terroristas, nacionales o internacionales y de organizaciones criminales transnacionales.

## Sistema de Inteligencia del Estado
El Sistema de Inteligencia del Estado está integrada por la Agencia Nacional de Inteligencia (ANI); la Dirección de Inteligencia de Defensa del Estado Mayor Conjunto (DID), dependiente del Ministerio de Defensa; las Direcciones de Inteligencia de las Fuerzas Armadas, y las Direcciones o Jefaturas de Inteligencia de las Fuerzas de Orden y Seguridad Pública, o sea Carabineros de Chile y la Policía de Investigaciones de Chile (PDI).
La ANI hace cabeza del Sistema de Inteligencia del Estado. Además, forman parte del mismo cuatro agencias de carácter militar y dos de tipo policial. En orden jerárquico, primero se encuentra la Dirección de Inteligencia de Defensa (DID). Es la Agencia del Estado Mayor Conjunto, que centraliza la información y apreciaciones de inteligencia de las Fuerzas Armadas y asesora, el nivel político- estratégico, al Ministro de Defensa. Sus orígenes se remontan a 1942 cuando se estableció el departamento II de Inteligencia del entonces Estado Mayor de Coordinación de la Defensa Nacional. Luego pasó a llamarse Dirección de Inteligencia de la Defensa Nacional (DIDENA). Desde 1992 adquirió su actual denominación, dependiendo del Estado Mayor de la Defensa Nacional, que mutó a Estado Mayor Conjunto mediante la nueva ley del Ministerio de Defensa Nacional promulgada en 2010.
Este servicio es pequeño en número de integrantes, mucho de los cuales son empleados civiles de las Fuerzas Armadas. No posee capacidades operativas y se nutre de información proporcionada por las demás agencias militares. Opera exclusivamente en Santiago, la capital del país.
Luego se encuentran las Direcciones de Inteligencia de las Fuerzas Armadas. En el Ejército, la función de inteligencia quedó establecida formalmente con la creación del estado Mayor General, el que fue creado con asesoría de los oficiales alemanes que contribuyeron a la profesionalización del Ejército. Esto ocurrió luego de la guerra civil de 1891. En 1901, se estableció el Departamento de Reconocimiento e Informaciones. En 1964 adquiere su actual denominación de Dirección de Inteligencia del Ejército (DINE). Sus miembros son militares en servicio activo, aunque también hay algunos analistas que están en retiro o son empleados civiles de la institución.
En el caso de la Armada, el servicio de inteligencia fue establecido en 1965, bajo la denominación de Departamento de Inteligencia del Estado Mayor General de la Armada. En 1968, pasó a llamarse Servicio de Inteligencia Naval. Y finalmente, en 1986, adquiere su actual nombre de Dirección de Inteligencia de la Armada (DIRINTA). Este servicio está conformado exclusivamente por personal uniformado, tanto en servicio activo como en retiro. Está desplegado en todo el territorio y en las unidades de flota.
La Fuerza Aérea de Chile (FACH) posee una Dirección de Inteligencia (DIFA) desde 1976. Este organismo se encarga de procesar la información sensible de su competencia. Está desplegada en todo el país. Sin embargo la Fuerza Aérea no cuenta con una escuela de inteligencia como las demás instituciones de la defensa nacional.
Seguidamente, están las agencias de inteligencia policial. En el caso de Carabineros de Chile, la Dirección de Inteligencia fue organizada por primera vez en 1974. Su sucesora es la actual Dirección de Inteligencia Policial de Carabineros (DIPOLCAR), a cargo de un general de la institución que data de 1990, cuando se elevó el Departamento de Asuntos Internos (O.S.4), dependiente hasta ese momento de la Dirección de Orden y Seguridad, a la categoría de Dirección. Dentro de sus ámbitos de acción se encuentra procesar los antecedentes sobre determinadas situaciones, para contribuir a la toma de decisiones que competen a las jefaturas, confeccionar análisis tácticos y apreciaciones de escenarios ante eventos especiales, desarrollar una apreciación de carácter policial sobre el panorama nacional en los rubros de orden público, laboral, social y educacional, señalando su probable evolución inmediata, confeccionar estudios de seguridad relacionados con el personal y las instalaciones de la institución, las embajadas y los servicios públicos, proporcionar servicios de seguridad a personas importantes y protección a determinadas personas en cumplimiento a los mandatos expedidos por los Tribunales de Justicia. Desde fines de 2002, la DIPOLCAR está dividida en cuatro departamentos, a saber, Informaciones (antes Análisis), Seguridad Institucional (antes Contrainteligencia), Docencia y Apoyo (antes Inteligencia) y Coordinación.
En el caso de la Policía de Investigaciones de Chile (PDI) existe una Jefatura de Inteligencia Policial (JIPOL), que fue creada en 1987. Es el organismo encargado de reunir y procesar la información de inteligencia policial, coordinando y controlando la acción a nivel nacional en esta materia para la toma de decisiones del alto mando institucional. La JIPOL se estructura a través del Departamento de Contrainteligencia, el Departamento de Informaciones e Inteligencia, El Departamento de Análisis y el Departamento de Inteligencia de las Comunicaciones. Al mismo tiempo dependen de ella la Brigada de Inteligencia Policial de Santiago, la Brigada de Investigaciones Policiales Especiales y el Grupo de Operaciones Táctico. En 1992, la superioridad institucional dispuso la existencia de una Brigada de Inteligencia Policial en cada Zona Policial, dependiente directamente del Jefe zonal, como asimismo se estableció que en cada Comisaría de Investigaciones de Chile existiera una Oficina de Inteligencia dependiente directamente del jefe de dicha unidad.
Se puede señalar que, luego de iniciales tropiezos, producto de lógicas corporativas enraizadas y suspicacias de tipo ideológico, se ha establecido una creciente cooperación entre los servicios de inteligencia de las Fuerzas Armadas y las Policías, por un lado, y el nuevo organismo civil, por el otro. Esto se evidencia en el continuo intercambio de información y apreciaciones, tanto en temas internacionales -con las Fuerzas Armadas- como en cuestiones de orden interno, en caso de las Policías.

## Actualidad
La Agencia Nacional de Inteligencia (ANI) fue creada por la Ley n.º 19 974 de 2004, estableciéndose sus funciones, las normas aplicables y el secreto y reserva con el cual actúa.
Su máxima autoridad es el director, cargo de la exclusiva confianza del presidente.
La agencia, según la normativa vigente a 2006, cuenta con una planta aproximada de 125 personas. Es la continuadora legal de la Dirección de Seguridad Pública e Informaciones (llamada popularmente como La Oficina), creada en 1993.
Su labor principal es realizar inteligencia política, ya que dentro del llamado Sistema de Inteligencia del Estado de Chile, la Dirección de Inteligencia de las Fuerzas Armadas de Chile cumple la labor de inteligencia militar, y las Direcciones o Jefaturas de Inteligencia de (Carabineros e Investigaciones) están a cargo de la inteligencia policial. La Dirección de Inteligencia de Defensa del Estado Mayor de la Defensa Nacional es también como organismo colaborador de las instituciones armadas.

## Directores
- Gustavo Villalobos (2004-2010)
- Gonzalo Yuseff (2010-2014)
- Gustavo Villalobos (2014-2018)
- Luis Masferrer (2018-2019)
- Gustavo Jordán (2019-2022)
- Luis Marcó (2022-presente)

## Atentado
El 18 de enero de 2006 fue detonada una bomba en la entrada de las oficinas de la ANI en pasaje Tenderini con la esquina de calle Moneda en la ciudad de Santiago. El ataque, que dejó a un funcionario de aseo municipal herido, fue reivindicado por las desconocidas y autodenominadas "Fuerzas Autónomas y Destructivas Leon Czolgosz". Días después el grupo clamó responsabilidad del ataque en un comunicado, advirtiendo que comunicados de otras células son rápidamente bajados de internet y, por lo tanto, algunos ataques han pasado desapercibidos.